# Una faccia piena di pugni
Una faccia piena di pugni (Requiem for a Heavyweight) è un film del 1962 diretto da Ralph Nelson.

## Trama
Luis Macigno Rivera, un pugile ormai sportivamente anziano, perde per KO un incontro con Cassius Clay e viene informato dal medico sportivo che, a causa delle sue condizioni fisiche, minate da una lunga carriera, non potrà più riprendere a boxare, gettandolo nello sconforto di un domani senza certezze e pieno di incognite. Maish Rennick, il suo manager, cerca di convincerlo di essere ancora in grado di combattere ma ciò che il pugile non sa è che questi è fortemente indebitato con Ma Greeny, un potente allibratore, con il quale aveva scommesso sulla sua sconfitta entro il quarto round, quando invece Luis ha ceduto solo al settimo.
Army, il suo uomo d'angolo, sembra essere l'unico a comprendere che Luis non può reggere più un'attività sportiva, cercando di convincerlo a trovare un nuovo lavoro. L'impatto con il nuovo mondo è tuttavia devastante: la sua parlata "strascicata", la sua vista annebbiata, la sua andatura goffa e le numerose cicatrici sul volto, unite ad una mancata istruzione, lo rendono inadatto alla maggior parte dei lavori richiesti e Luis sembra trovare comprensione solo in Grace Miller, un'assistente sociale che ha preso a cuore il suo caso, mentre Maish, in cerca dei soldi da restituire, cerca di convincerlo ad entrare nel circuito del wrestling, cosa che egli rifiuta, tentando di conservare almeno la sua dignità di sportivo.
Luis è profondamente affezionato al suo manager e vorrebbe aiutarlo a trovare i soldi che questi deve all'allibratore, ma si rifiuta di intraprendere la carriera di wrestler. Grace sembra intenerita dall'uomo che rivela anche una grande fragilità interiore e comincia a frequentarlo al di fuori dell'ufficio, ma l'impaccio nelle relazioni di Luis, la sua instabilità e la sua timidezza nei confronti delle donne rendono difficile la relazione, che si interrompe quando Maish scoraggia la donna dal continuare a frequentarlo.
Un giorno Maish viene aggredito da due scagnozzi che Luis, intervenendo in sua difesa, atterra facilmente. In quel momento apprende che il debito di Maish è il frutto della scommessa fatta contro di lui e che in ogni caso questi sarà punito dagli uomini di Ma Greeny, ma nemmeno la scoperta della verità lo allontana dall'uomo al quale è stato accanto per tanti anni e, nonostante lo sdegno di Army, decide di aiutarlo ancora, salendo sul ring vestito da indiano, sotto gli occhi disperati di Army.